# Žilvinas Padaiga
Žilvinas Padaiga (ur. 4 grudnia 1962 w Kownie) – litewski lekarz i polityk, profesor Uniwersytetu Medycznego w Kownie, minister zdrowia w latach 2004–2006.

## Życiorys
W 1986 ukończył studia w Kowieńskim Instytucie Medycznym. W latach 1993–1994 studiował na uniwersytecie w Kuopio, gdzie uzyskał magisterium z zakresu zdrowia społecznego. Został doktorem habilitowanym nauk medycznych.
Od 1986 związany był zawodowo z Kowieńskim Instytutem Medycznym. Po ukończeniu studiów pracował jako asystent w katedrze chorób dziecięcych. Od 1990 do 2001 był pracownikiem naukowym instytutu endokrynologii. W latach 1991–1996 pełnił funkcję koordynatora w wydziale programów międzynarodowych. Od 1994 był docentem, a od 2000 profesorem w katedrze medycyny profilaktycznej na wydziale zdrowia społecznego. Od 2002 pełnił funkcję prorektora ds. studiów.
W 1996 pracował w biurze do spraw reformy ochrony zdrowia (SARB) w Ministerstwie Zdrowia jako ekspert. Od 1998 do 2003 był doradcą narodowej rady zdrowia przy Sejmie.
W wyborach parlamentarnych w 2004 został wybrany do Sejmu z listy Partii Pracy, jednak 15 listopada 2004 w dniu inauguracji nowego parlamentu zrzekł się mandatu.
14 grudnia 2004 został ministrem zdrowia w rządzie Algirdasa Brazauskasa z rekomendacji Partii Pracy. Obowiązki sprawował do 18 lipca 2006. Po utracie stanowiska ministerialnego wycofał się z polityki i powrócił do pracy naukowej. W 2007 został kierownikiem katedry medycyny profilaktycznej na Uniwersytecie Medycznym w Kownie.